# Rostislav Nový
Rostislav Nový (6. července 1932 Praha – 4. prosince 1996 Praha) byl český historik a pedagog.
Studoval v letech 1951–1956 archivnictví a pomocné vědy historické na Filozofické fakultě Univerzity Karlovy. Po studiu krátce působil v Státním ústředním archivu v Praze, od roku 1958 se vrátil na almu mater (katedra československých dějin a archivního studia) jako pedagog. V roce 1964 obhájil kandidátskou práci, rok 1968 zamezil jeho habilitaci, nicméně učitelem zůstal až do své smrti (docentem od 1990). Teprve po smrti se stalo veřejnou informací, že od 70. let spolupracoval s StB.
Za svou odbornou kariéru se věnoval platně celé řadě z pomocných věd historických, včetně příspěvků k hospodářským dějinám. Jako pedagog byl velmi oblíbený.